# Тетово
Тетово (мкд. Тетово, алб. Tetova, тур. Kalkandelen) је град у Северној Македонији, у њеном северозападном делу. Тетово је седиште и највеће насеље Полошке статистичке области.
Тетово је највеће већински албанско насеље Северној Македонији и неслужбено је средиште албанске заједнице у држави.

## Географија
Град Тетово је смештен у северозападном делу Северне Македоније, на главном правцу који повезује главни град државе, Скопље, са Албанијом. Од главног града Скопља град је удаљен 43 km западно.
Рељеф: Тетово је једно од средишта историјске области Полог. Насеље се сместило у доњем делу плодног и густо насељеног Полошког поља. Источно од насеља се пружа поље, а западно се уздиже Шар-планина. Надморска висина града је приближно 470 метара.
Клима у Тетову је умерено континентална.
Воде: Кроз Тетово протиче речица Тетовска пена, која се пар километара источно улива у Вардар. Поред тога на подручју града постоји и више мањих потока. Сву водотоци су у сливу Егејског мора.

## Историја
Подручје Тетова насељено је још у праисторији, у камено доба. У близини града има више археолошких налазишта из ове епохе.
Почетком средњег века подручје Тетова насељено је Словенима. у 12. веку овде се налазило тзв. Градиште, као претеча данашњег насеља.
Године 1392. Османлије освајају Тетово и под њима ће град и околина остати све до 1912. године. Одмах по освајању долази масовног исламизовања Полога и града, са последицама које су и данас видљиве. Последњих деценија османске власти Тетово је израсло у велико трговиште.
Место је у јуну 1938. било погођено јаком олујом са градом и поплавом.

## Срби у Тетову
У тексту призренског владике Георгија Маркуша, пре 1340., којим се решава спор сељана са манастром Лешок, Тетово се спомиње неколики пута под називом Хтјетово.
Тетово је одувек са околином званом Полог, припадало Старој Србији. Око 1850. године Вук Ст. Караџић је писао да Тетовци говоре српским језиком боље него они у Кичеву и Гостивару. Та област као призренског санџака са местима Прешево, Тетово и Гостивар ушао је са другим источним деловима "Македоније", у Скопску митрополију.
Из Тетова потиче први у Барањи епископ мохачки, Јефтимије Тетовац, са краја 17. века, пре 1691. године.
Децу је 1830-1834. године учио у Тетову Јаков Солдановић, који ће бити рукоположен за свештеника. Дошао је затим на ред учитељ Константин Симовић. Српска народна школа за мушку и женску децу (одвојену) ради у Тетову од 1847. године. Прво је учио поп Наум 1847. године, њега је заменио 1847-1854. године учитељ Сима из Одра. Онда учитељ Ђура из села Жилче предаје деци 1854-1858. године. Наступа затим време учитељског рада Јордана Хаџи Константиновића Џиновића из Велеса. У једном извештају помиње се српска основна школа и то мушка и женска, у Тетову између 1868-1874. године. За учитеље у Тетово долазе 1870. године Лазаревићи, Ђорђе са супругом Лелисаветом - Ленком. Били су врло омиљени; он је учио дечаке, а она девојчице. Међутим октобра 1872. године изненада је умро учитељ Ђорђе у 27-ој години живота. Ђорђе је био родом из Србије, из Велике Иванче, а сахрањен је у Тетову. Лазаревића је заменио Агатон Брајовић 1872. године, да би њега наследио за катедром 1874. године Настас Крстић. Истакнути српски учитељу у Тетову у то време били су Агатон Авакумовић и Никола Стојичевић.
У то време 1873. године почиње да делује бугарски покрет "егзархиста", који је довео до отварања прве бугарске школе у Тетову 1876. године. Председник српске кнежевске владе Милутин Гарашанин је послао у специјалну мисију, Исаила Марковића контролора дувана у Београду. Марковић је требало да утиче на тетовског валију, да истера бугарског учитеља. На списку српског министарства просвете до 1889. године били су тетовски учитељи: Спира Радивојевић, Јелена Радивојевић, Андреја Гвоздановић, Тома Арсић, Јелена Дробњат, Стојко Аћимовић и други. Главни учитељ је једно време био Стојко Аћимовић, који се школовао у Београду, и вратио по завршетку школовања 1858. године, најпре у Скопље, где је био до 1860. године. Прешао је, у међувремену вршећи просветни рад у Призрену и Велесу, касније у Тетово, на поприште верског сукобљавања. Једно време је тетовска српска основна школа са два учитеља и једном учитељицом, била једина школа у нахији. Када је 1896. године отворена српска школа у тетовској Горњој махали, месни дунђерин Божин Будимовић је поклонио огрев за ту зиму. У тој школи је радио Љубомир Аћимовић учитељ.
Године 1897. прослављен је српски празник и школска слава Св. Сава већ традиционално у месту. Свештеник поп Јован Ђорђевић иначе надзорник српских школа је за ту прилику дао да се наслика икона Св. Саве. Учитељи у Тетову тада су супружници Јован и Даринка Ћирковић. Богати Срби су том приликом помогли школу и децу. Тако је апотекар Александар Хаџи Димитријевић дао да се поставе жељезне решетке на школске прозоре, Ђорђе Бојаџијевић је поклонио ђацима "12 фесова са кићанкама", а обућар Стојан Томић два пара ципела.
Претплату за српски недељник "Цариградски гласник" скупљао је 1896. године у Тетову, учитељ Јефта Џуковић. Срби у Тетову су основали друштво "Тетовска слога" (Слога), чији је циљ био "морално и умно усавршавање и потпомагање тамошњих српских школа".
Дуг је списак претплатника српске књиге у Куманову, под називом "Дечански првенац": Аврам Митровић, Мијајло Миловић, Наум Ивановић, Симо из Одре механџија, Стефан Стаматовић трговац, поп Јаков, поп Миле, протопоп Стојан, поп Јован, Михаил бојаџија.
Купци српске књиге 1864. године, били су већ помињани градски свештеници Срби: Никодим (и 1852), Стојче (и 1852), Христо, као и грађани - Јане Стојановић (Тетовац у Призрену) и Герасим Мило Митревић (и 1852). Сима Аврамовић је 1875. године био црквењак у Тетову.
На великом протесном скупу Србо-Македонаца против натурања бугарских владика у Македонији, одржаном "код Коларца" у Београду 1890. године, један од говорника био је Павле Поповић из Тетова.
Око 1900. године за време велике доминације бугарских верских шовиниста тзв. егзархиста у Тетову је било 330 српских кућа, у Куманову 310, а у Скопљу 247 домова. Срби су се распознавали по древном карактеристичном српском обичају - да славе кућну славу, а у Тетову је највише њих славило Св. Николу. Бугари су тенденциозно силом гушили слављење славе, и наметали свој обичај слављења имендана. Занимљиво је да и Цинцари тетовски, који су насељени око 1820. године од стране тетовског паше Абдулрахмана, имали породичну славу, и то најчешће "Успеније Богородице". Током острашћене борбе за цркву Св. Николе, Срби су однели победу. Дошао је из Скопља прота Чемерикић, и помогао да се ствар реши праведно. Због тога га је Бугарски комитет осудио на смрт, као главног "кривца".
Крај Првог светског рата дочекале су у Тетову шест парохија, са четири православне цркве. Биле су посвећене: Св. Николи, Св. Богородици, Св. Ћирилу и Методију и Св. Димитрију.
Богородичину цркву је обновио 1346. године српски цар Душан.
Храм Св. српских просветитеља подигао је 1641. године тетовски епископ Никанор.
Храм Св. Николе налазио се у југозападном делу вароши (поред древног бреста), и имао је статус патријаршијски, а обновљен је од између 1903-1906. године. Посао је радио предузимач Михајло Ђорђевић из места Тресонче са више мајстора. Радове је надгледао црквени епитроп Хаџи Гаља Хаџи Серафимовић тетовски трговац.
Црква Св. Димитрија је у ствари била преуређена кућа, коју су држали Бугари егзархисти. Њу је подигао извесни Зако Манојлов родом из села Жељина, а занимљиво је да му је то "мада Бугарину"(!?) била породична слава. Црква Св. Ћирила и Методија је освећена на Петровдан 1925. године. Било је то након 22 године од почетка радова. Налазила се усред вароши до старе Митрополије. Њен иконостас је урадио сликар из Зајечара.
Српска полугимназија у Тетову је отворена 1913. године.
По попису из 1921. године, у граду Тетову је било 15.109 становника, од којих су муслимани бројали 8196 припадника, а хришћани осталих 6885. Православно становништво се у град слило понајвише из села области Полога, склањајући се од зулума Арнаута. У близини града су биле две цркве посвећене Св. Атанасији, у селу Непроштени и у селу Лешку. И на тврђави званој Кале, над Тетовом налазила се црквица Св. Атанасије. То су све била посећена света места, где се ишло о празницима у ходочашће. У околини су се налазила и два извора киселе воде: један у тзв. Речици, а други у манастиру Лешку, са две чесме.
Године 1912. Тетово се са околином припаја Краљевини Србији, касније Југославији. Од 1991. године град је у саставу Северне Македоније.
Марта 2001. године Тетово се нашло у средишту сукоба у Северној Македонији. Тада су се на подручју града десиле највеће борбе македонске полиције и војске и албанских терориста у овом сукобу.

## Културне знаменитости
Тетово је један од најстаријих градова у Северној Македонији, који је током историје био додирна тачка различитих култура у зависности од традиција друштва која су живела на овим просторима. Град носи име митског јунака по имену Тето (Ктето), који је очистио околину од змија.
Неки од бројних културних споменика укључују: Шарену џамију, Харабати Бабину текију, хамам, Стари мост, тетовску тврђаву Кале, Лешочки манастир и многе друге, који умногоме доприносе туризму општине.
Иван Јастребов је о Тетову записао да имају два дворца, остаци пређашње славе тетовских паша, осам џамија, толико и турских училишта. Православна црква је до 1872. била доста добра, али је цела изгорела до темеља. Запалили су је бугараши (људи који не припадају бугарској народности, али су јој се приклонили и почели се називати Бугарима).
Током војних акција 2001. године, Лешочки манастир је био потпуно разрушен и уништен, а током лета 2005. је обновљен у целости уз помоћ Европске Агенције за обнову и развој.
У граду се налазе два универзитета (Универзитет Југоисточне Европе и Тетовски универзитет), 89 основних и 5 средњих школа. Тетово има умерено-континенталну климу и просечна температура износи 11,6 °C.

## Становништво
По последњем попису становништва из 2021. године град Тетово има 63.176 становника. По броју становника то је пети град у држави.
Демографски посматрано, Тетово је мултиетничка средина са албанском већином. Историјски гледано, у прошлости су најважније заједнице биле турска-муслиманска и словенска-православна, док је албанска била мала.
Важне су следеће националне припадности:
| Национални састав према попису из 2021.‍ | Национални састав према попису из 2021.‍ | Национални састав према попису из 2021.‍ | Национални састав према попису из 2021.‍ | Национални састав према попису из 2021.‍ |
| --------------------------------------- | --------------------------------------- | --------------------------------------- | --------------------------------------- | --------------------------------------- |
|                                         |                                         |                                         |                                         |                                         |
| Албанци                                 | Албанци                                 |                                         | 41.356                                  | 65,6%                                   |
| Македонци                               | Македонци                               |                                         | 14.116                                  | 22,3%                                   |
| Роми                                    | Роми                                    |                                         | 1.877                                   | 2,9%                                    |
| Турци                                   | Турци                                   |                                         | 1.745                                   | 2,8%                                    |
| Срби                                    | Срби                                    |                                         | 248                                     | 0,4%                                    |
| Бошњаци                                 | Бошњаци                                 |                                         | 188                                     | 0,3%                                    |
| непописани                              | непописани                              |                                         | 3.326                                   | 5,3%                                    |

Већинска вероисповест је ислам (око 77%), а мањинска православље (23%).

## Галерија
- Главни трг у Тетову
- Тетово 1913.
- Дом културе у Тетову
- Харабати Бабина текија у Тетову
- Богородичина црква у Тетову